# Lieferabruf
Lieferabrufe (LAB) sind ein Standard zur elektronischen Übertragung von Lieferaufträgen (Bestellungen) zwischen Herstellern und Lieferanten, der im VDA gemeinsam von den OEMs und Lieferanten erarbeitet wurde. Durch die  Vereinheitlichung des Datenformates, der Begriffe und Inhalte wird der Kommunikationsprozess zwischen den Beteiligten vereinfacht und beschleunigt. Außerdem werden Unklarheiten im Verständnis und der Kommunikation zwischen den Beteiligten beseitigt.  Im Lieferabruf werden die Bedarfsmengen eines OEM  dem Automobilzulieferer über einen langen Zeitraum mitgeteilt, damit dieser seine Produktion und Beschaffung langfristig darauf einstellen kann.

## Abrufprinzip
Kennzeichnend für Lieferabrufsysteme sind die Verwendung von Fortschrittszahlen. Die Bestellmengen werden ab einem vereinbarten Zeitpunkt (z. B. ab Inventur) für eine definierte Folge von Bestellzeitpunkten einzeln und als kumulative Menge angegeben (s. Fortschrittszahlenprinzip); dieses bezeichnet man auch als Liefer-Einteilungen. Meistens sind die ersten Einteilungen fixiert, d. h., sie werden nicht mehr geändert, während die weiteren Einteilungen, die sich auf einen Zeitraum bis zu einem Jahr erstrecken können, eine Vorschaufunktion haben und sich mit dem nächsten LAB wieder ändern können. Für die ersten Wochen wird zwischen dem OEM und dem Lieferanten i. d. R. eine Abnahmeverpflichtung vereinbart.
Im LAB werden dem Lieferanten auch die bereits vereinnahmten Lieferungen über die Eingangsfortschrittszahl angezeigt, um diese mit den Auslieferungen zu vergleichen. Dies ist vor allem bei langen Transportwegen und der Beauftragung von Spediteuren und anderen logistischen Dienstleistern (z. B. die Deutsche Bahn) wichtig (s. a. Kontraktlogistik), um zu vermeiden, dass Lieferungen, die sich noch auf dem Transportweg befinden, nicht oder doppelt eingerechnet werden. Voraussetzung für Lieferabrufe sind Rahmenvereinbarungen zwischen Kunde und Lieferant, die ständig wiederkehrende einzelne Aufträge und deren Auftragsbestätigungen überflüssig machen.
Lieferabrufe können ersetzend oder ergänzende Funktion haben. Das bedeutet, dass bei einer ersetzenden Funktion, die Einteilungen des letzten Abrufes überschrieben und damit ungültig werden, während die ergänzende Funktion die alten Einteilungen nur ergänzt und kumuliert. Meist wird die ersetzende Funktion gewählt, da sie leichter in der EDV handhabbar ist.
In den Lieferabrufen können aber noch zusätzliche Informationen mitgeschickt werden. So wird die letzte vereinnahmte Lieferung angegeben, so dass die Fortschrittszahl mit den Gütern, die noch unterwegs sind, abgestimmt werden kann. Außerdem können noch Zeiträume mitgeteilt werden, für die schon vorproduziert oder Rohmaterial angekauft werden kann.
In vielen Fällen werden zusätzlich zum Lieferabruf noch Feinabrufe geschickt, die nur die nächsten Lieferungen betreffen, aber bindend sind und üblicherweise nicht mehr geändert werden. Der Lieferabruf bekommt dadurch nur mehr eine Vorschaufunktion, um langfristigere Planungen durchführen zu können.

## Versand und Formate von Lieferabrufe
Die Lieferabrufe werden regelmäßig an den Lieferanten geschickt. Dies erfolgt in der Regel per EDI, kann aber auch in Form von Telefax geschehen.
Der Verband der Automobilindustrie hat beispielsweise für Lieferabrufe Empfehlungen für EDI veröffentlicht:
- VDA 4905: Lieferabrufe  (LAB)
- VDA 4915: Feinabrufe (FAB)
- VDA 4916: Produktionssynchrone Abrufe (PAB) / JIT / JIS

Im Zuge der Globalisierung und Internationalisierung der Logistiknetzwerke gleicht der VDA seine EDI-Formate dem EDIFACT-Standard an und verwendet dabei zunehmend auch XML als 'Codierungssprache'
- VDA 4984: Datenübertragung von Lieferabrufen V2.0
- VDA 4985: Datenübertragung von JIT-Abrufen V2.0

Aber auch andere Organisationen haben entsprechende Nachrichtenarten entwickelt, wie beispielsweise Odette die DELINS für Lieferabrufe und DELJIT für Feinabrufe oder Produktionssynchrone Abrufe. Auch in neueren Normen, wie bei EDIFACT findet man die Nachrichtenart DELFOR.